# Коцкар (филм)
Коцкар је југословенски телевизијски филм из 1993. године. Режирао га је Иван Ракиџић, а сценарио је написао Милош Николић.